# درونوفکا
درونوفکا (انگلیسی: Dronovka) یک شهرک در بخش گرایفسکی استان بلگورود کشور روسیه است.